# Гніздування

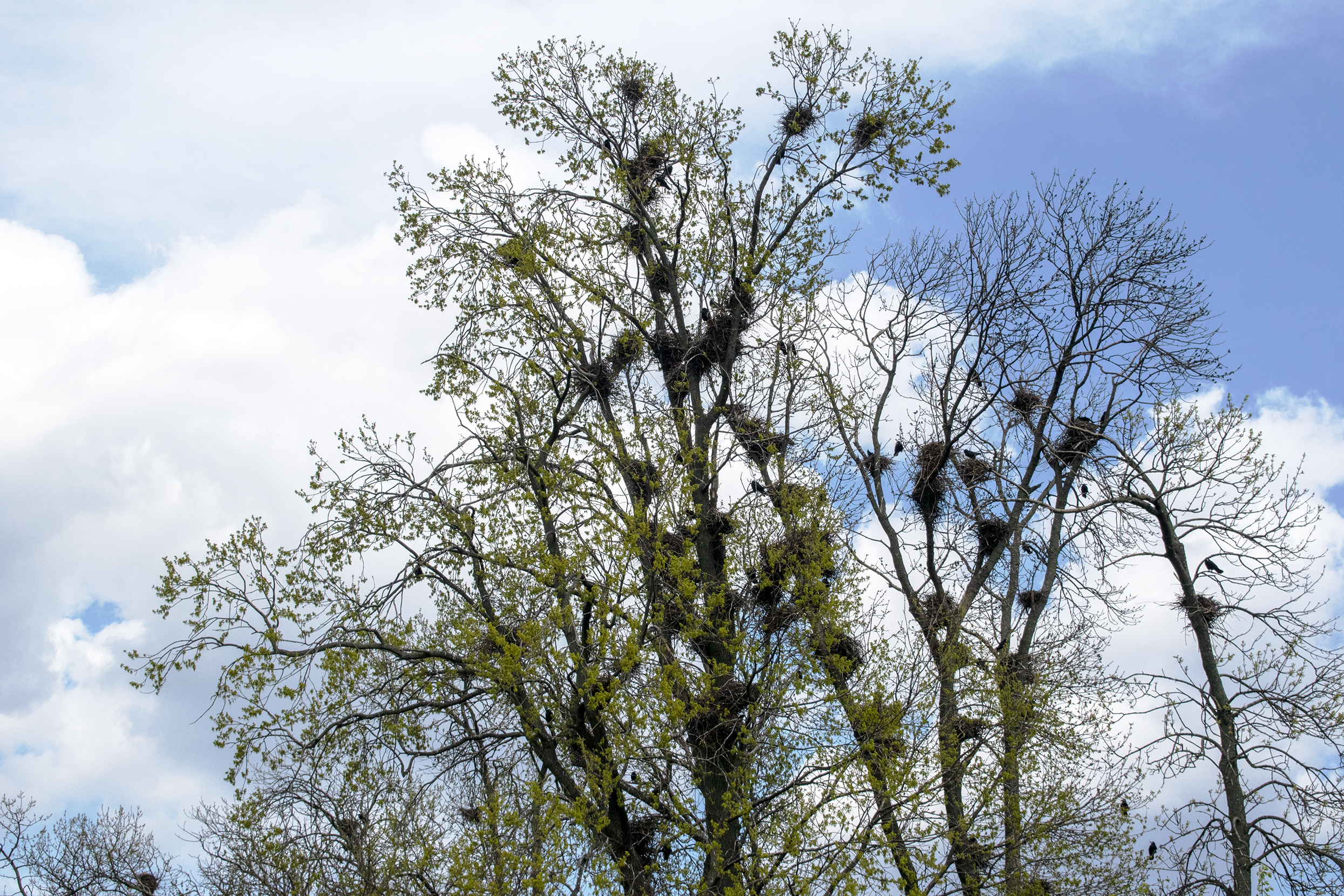
Гніздування ворона звичайного в квітні

Гніздування — період розмноження птахів.
Для гніздування перелітні птахи повертаються на батьківщину, осілі — переміщаються в гніздових біотопах.
Терміни гніздування різні у птахів різних видів, але можуть варіювати залежно від кліматичних і кормових умов. Одні птахи гніздяться раз на рік (моноциклічні гніздування), інші — кілька разів на рік (поліциклічні гніздування); останнє характерне для птахів, що мешкають в південних широтах (окрім пустель і високогір'я).
У зв'язку з гніздуванням відбувається ряд змін в організмі птахів (накопичення енергетичних запасів — жиру, глікогену тощо; збільшення розмірів і активізація функції статевих органів, спочатку, як правило, у самців, пізніше — у самок; зміна функції гіпофіза: в деяких випадках — лінька і поява т.з. шлюбного вбрання), а також зміна в їх поведінці (сезонні переміщення, спів, токування, пристрій гнізда і т. д.).
За початок періоду гніздування умовно береться спаровування (або утворення пар), а за кінець — час, коли пташенята починають літати і вести більш менш самостійний спосіб життя.

#### Інші значення
- Мощення гнізд, кладка яєць і виведення малят птахами і деякими тваринами.
- Час парування, токування птахів та деяких тварин.